# Doze mil setecentos e cinquenta e oito
12 758 (doze mil setecentos e cinquenta e oito) é o inteiro natural que segue 12 757 e que precede 12 759.

## Propriedades
12 758 é o maior número inteiro positivo que não pode ser representado como um soma de cubos distintos.
Existem ao todo 2 788 inteiros positivos possuindo esta propriedade (referenciados pela sequencia A001476 da On-Line Encyclopedia of Integer Sequences).
Num registro similar, existem 31 inteiros positivos que não podem ser representados como uma soma de quadrados distintos (sequencia A001422), sendo o maior deles o 128.